# Lejb Berman
Lejb Berman znany również pod pseudonimem literackim „Graf Kali” (ur. 1887, zm. 1944?) – żydowski literat, tworzący w języku jidysz.

## Życiorys
Urodził się w okolicach Pińska. Po odbyciu służby wojskowej przeniósł się do Łodzi, gdzie między innymi udzielał lekcji kaligrafii. Współpracował także z lokalną prasą żydowską w tym z „Lodzer Morgenblat” i „Lodzer Fołksblat”, gdzie publikował humorystyczne felietony oraz rysunki i rymowanki dla dziecki. W 1920 ukazał się jego zbiór wierszy humorystyczno-satyrycznych pt. Gelechter fun trenen. A zamlung fun humoristisz-satirisze lider.
Po wybuchu II wojny światowej w trakcie okupacji niemieckiej, znalazł się wraz z rodziną w getcie łódzkim. W getcie publikował w gazecie „Getto Cajtung” podporządkowanej przełożonemu Starszeństwa Żydów w Łodzi. Berman zginął po deportacji do obozu Auschwitz-Birkenau w sierpniu 1944 roku.
Doczekał się biogramu w Żydzi dawnej Łodzi. Słownik biograficzny Żydów łódzkich oraz z Łodzią związanych z 2001.